# Резня в Поттаватоми
Резня в Поттаватоми (англ. Pottawatomie massacre) — массовое убийство сторонников рабства, произошедшее на Территории Канзас 24-25 мая 1856 года в ходе Гражданской войны в Канзасе. Реагируя на новости о разорении Лоренса сторонниками рабства и избиении сенатора-аболициониста Чарльза Самнера в Конгрессе США, отряд под предводительством Джона Брауна убил пятерых сторонников рабства за одну ночь. Этот эпизод стал самым известным из числа насилия, произошедшего в штате во время эпохи, получившей название «Кровавый Канзас», ставшей «трагической прелюдией» к Гражданской войне в США.
За 2 года до резни в Поттаватоми в Канзасе произошло 8 убийств, связанных с борьбой вокруг вопроса рабства, ни одно из которых не произошло рядом с местностью. Убийство Брауном 5 человек стало началом самого кровавого периода в истории Канзаса и за три месяца ответных нападений и битв в регионе погибло 29 человек.

## Предыстория

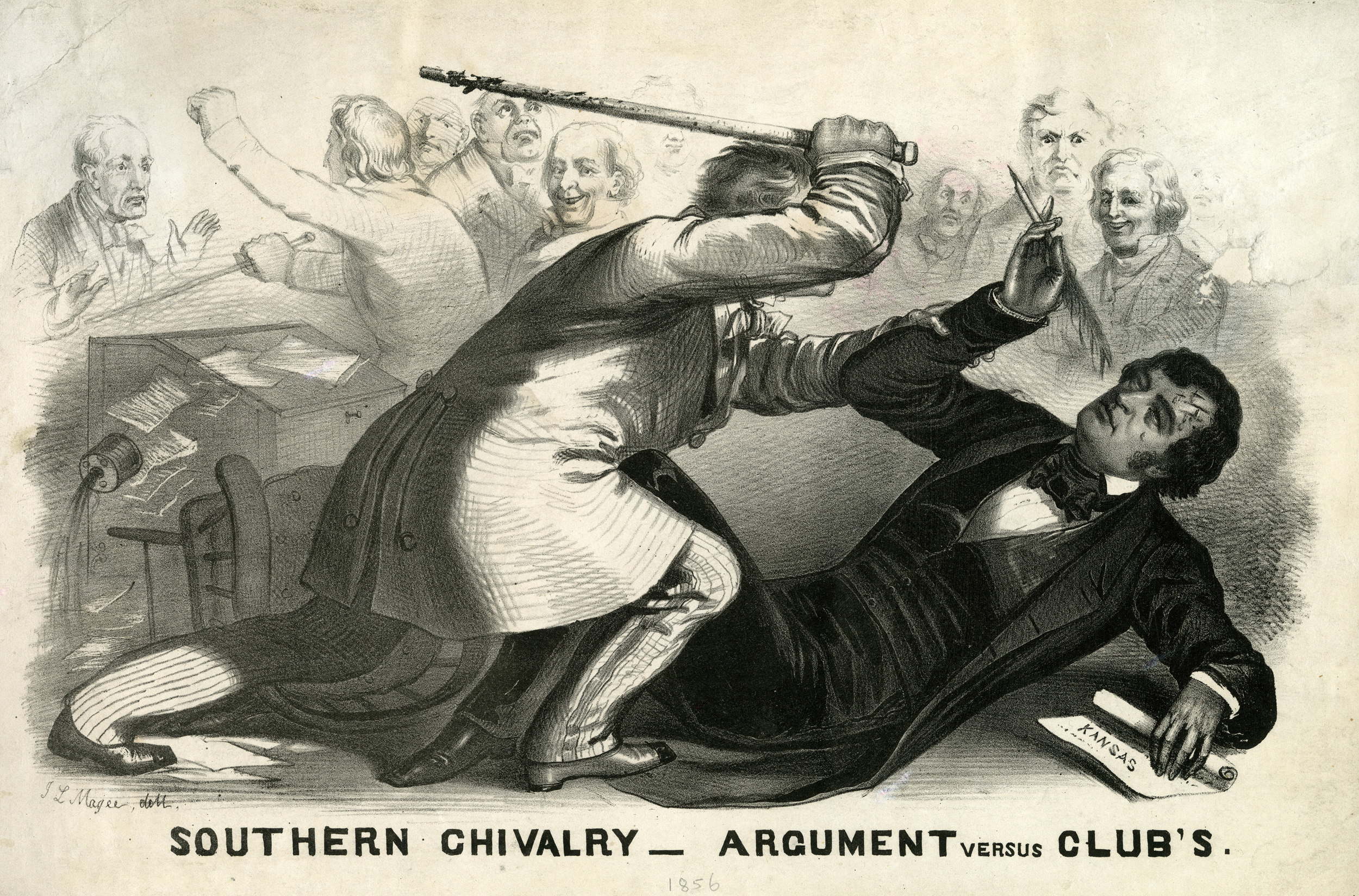
Престон Брукс избивает сенатора Самнера. Литография Дж. Маги, 1856 г.

Начало столкновений было спровоцировано законом о Канзасе и Небраске 1854 г., согласно которому конституция нового штата Канзас должна была приниматься общим голосованием местных поселенцев. В частности, конституция должна была оговаривать и вопрос о разрешении или запрещении рабства на территории штата, что серьёзно затрагивало интересы южан, строящих свою экономику на использовании рабского труда. Принятие такого закона федеральными властями означало отход от прежней политики следования условиям Миссурийского компромисса, который ограничивал распространение рабовладения на север и запад, в пользу идеи народного суверенитета.
Чтобы повлиять на выборы и принятие конституции штата, с территории соседнего штата Миссури и других рабовладельческих штатов Юга в Канзас была организована массовая иммиграция сторонников рабства. В ответ ряд аболиционистских организаций Севера предпринял аналогичные меры, организовав переселение в Канзас противников рабства. В частности, известный проповедник-аболиционист Генри Бичер, брат писательницы Гарриет Бичер-Стоу, занимался сбором средств для снабжения бедных иммигрантов с Севера всем необходимым для переезда, включая винтовки для самообороны, которые позже получили название «библий Бичера». К 1855 г. в Канзас только из Новой Англии было направлено около 1200 таких переселенцев с оружием. На Юге распространились слухи о том, что из-за организованной массовой иммиграции вооружённых северян в Канзасе скоро будет не менее 30 000 человек, поэтому южане в свою очередь начали вооружаться. 21 мая 1856 года отряд сторонников южан под руководством шерифа округа Сэмюэля Джонса напал на город Лоуренс, считавшийся оплотом противников рабства, разгромил редакции двух местных газет, сжёг гостиницу, которую содержал один из аболиционистов, разграбил магазины и частные дома. Столкновения происходили даже в Конгрессе. Когда сенатор от Массачусетса Чарльз Самнер в своей речи 22 мая 1856 г. обвинил в участии в актах насилия в Канзасе родственника представителя от Южной Каролины Престона Смита Брукса, последний избил сенатора своей тростью до потери сознания и продолжал бить до тех пор, пока не сломал трость. Других сенаторов, пытавшихся помочь Самнеру, остановил ещё один представитель от Южной Каролины Лоуренс Кейт, угрожавший им пистолетом. После этого инцидента оба нападавших подали в отставку, но стали героями Юга, уже через месяц были переизбраны и вернулись в Конгресс. В свою очередь сенатор Самнер, в течение трёх лет лечившийся после избиения и неспособный выполнять свои обязанности, стал мучеником в глазах северян.

## История

### Нападение

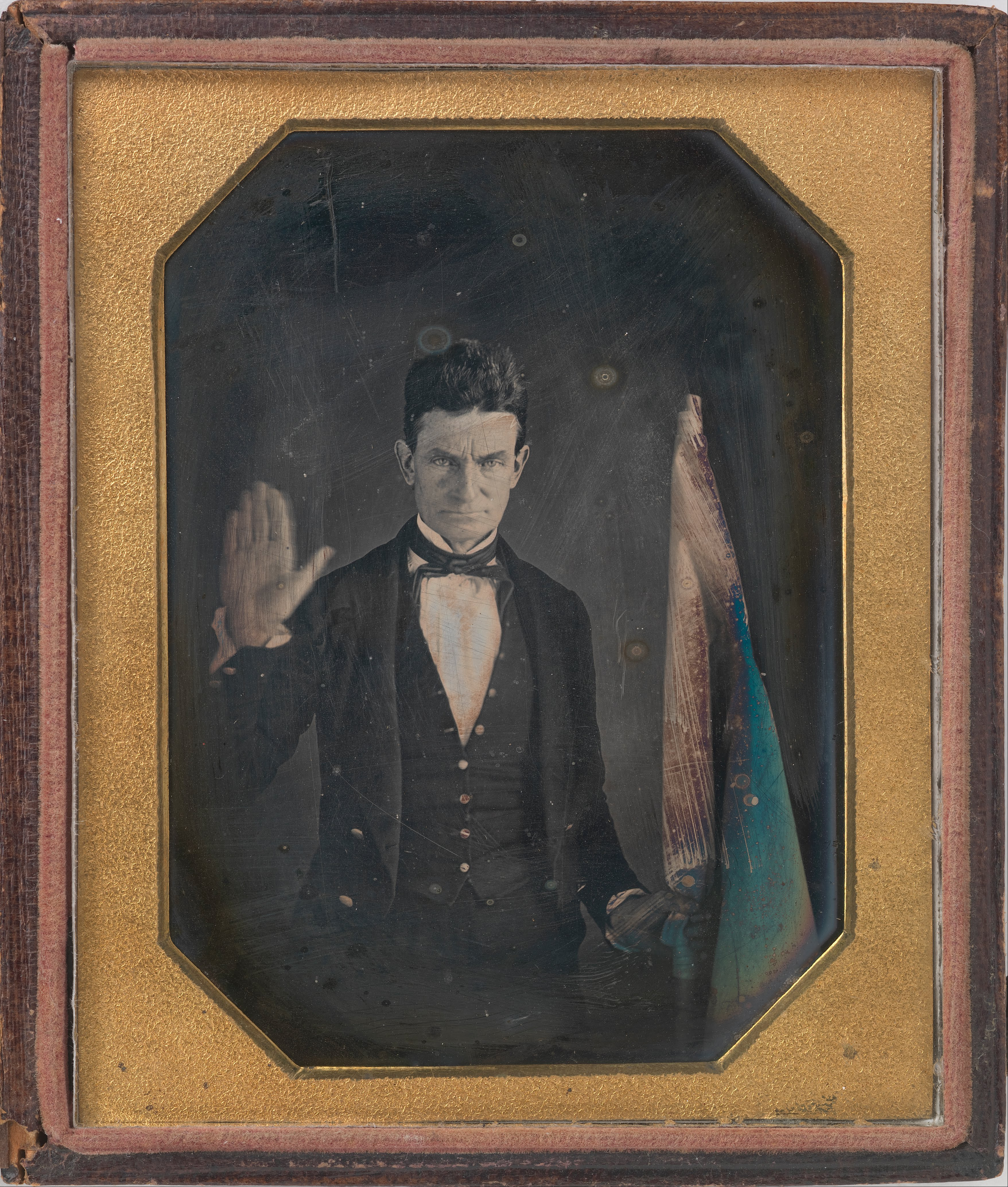
Присяга Джона Брауна

Поздним вечером 24 мая 1856 года отряд Джона Брауна, в составе которого были трое его сыновей, напал на поселение сторонников рабства в Потаватоми-Крик. Сторонники отмены рабства пришли в дом Джеймса П. Дойла и приказали ему и двум его взрослым сыновьям, Уильяму и Друри, пойти с ними в качестве заложников. Аболиционисты пощадили 16-летнего сына Дойла, Джона, так как он не был членом партии «Закон и порядок», выступающей за рабство. Похищенных мужчин вывели на улицу, где сыновья Брауна Оуэн и Фредерик начали рубить их палашами. Джон Браун-старший добил Джеймса Дойла, выстрелив ему в голову. Затем Браун и его группа пошли в дом Аллена Уилкинсона и приказали ему выйти с ними на улицу. Там он был зарублен Генри Томпсоном и Теодором Винером, возможно, с помощью сыновей Брауна. После этого противники рабства похитили Харриса и его троих гостей: Джона С. Вайтмана, Джерома Гланвилла и Уильяма Шермана, брата Генри Шермана, сторонника рабства. После допроса и избиения всех, кроме Шермана, отпустили. Его привели к берегу ручья и зарубили топорами и палашами Винер, Томпсон и сыновья Брауна. По словам сына Брауна Соломона, это было «величайшее событие, которое когда-либо делалось в Канзасе».

## Последствия
Трое нападавших, включая двух сыновей Брауна, были впоследствии схвачены и заключены в тюрьму, но 2 июня Браун и его сторонники отбили своих и, в свою очередь, захватили в плен полковника Генри Пейта и 22 его солдата.
В июле в регион были направлены федеральные войска для подавления беспорядков и устранения теневого правительства. В августе отряд из нескольких сотен южан атаковал населённый северянами городок Осаватоми. Хотя Браун с несколькими десятками своих бойцов оказал им серьёзное сопротивление, ввиду значительного численного перевеса противника он вынужден был отступить. Городок был захвачен южанами, разграблен и сожжён.
Бои продолжались ещё около двух месяцев, пока Браун не был вынужден уйти с территории Канзаса. Тем не менее, отдельные столкновения продолжались и позже. Всего в ходе столкновений в 1855—1860 годы было убито 56 человек.